# Star Wars Episode I: Den usynlige fjende
Star Wars Episode I: Den usynlige fjende (originaltitel: Star Wars Episode I: The Phantom Menace) er en amerikansk science fiction-film fra 1999, skrevet og instrueret af George Lucas. Det er den første episode i Star Wars-sagaen, men er den fjerde film i serien, med premiere 22 år efter Star Wars Episode IV: Et nyt håb der udkom i 1977.
Stunt-koordinatoren Nick Gillard blev rekrutteret til at skabe en ny Jedi-kampstil til Star Wars. Grundet de kortrækkende sværd udviklede Gillard en fægtestil, der efterlignede de japanske fægtestilarter så som Kendo og Kenjutsu. 

## Handling
Handelsføderationen har lagt en blokade om planeten Naboo efter ordre fra Darth Sidious. Og efter jedierne Qui-Gon Jinn og Obi-Wan Kenobi blev angrebet af et baghold. I håb om forhandling på et af Handelsføderationens skibe, landsatte føderationen en invasionsstyrke, der skulle tvinge Dronning Amidala til at underskrive en traktat. De to jedier kom dem dog i forkøbet, og med hjælp fra gunganerne og Jar Jar Binks flygtede jedierne sammen med dronningen og hendes nærmeste til planeten Tatooine.
Uheldigvis blev vigtige dele af rumskibet beskadiget under flugten gennem blokaden, og Qui-Gon måtte søge reservedele hos skrothandleren Watto. Desværre er de valutaer Qui-Gon har med sig praktisk talt værdiløse på Tatooine, men Qui-Gon får uventet hjælp fra den unge Anakin Skywalker der er slave for Watto. Han vil nemlig vinde penge til dem i et podracerløb, og det gør han. Han vandt også sin frihed, fordi Qui-Gon og Watto væddede med dén som indsats kort for løbet gik i gang.
Qui-Gon, Anakin, Obi-Wan, dronningen og dronningens nærmeste rejser herefter til Coruscant, hvor situationen på Naboo skal tages op, og Anakin skal stilles for Jedirådet. Medlemmerne af Rådet fornemmer dog en vis bekymring ved at oplære Anakin, og afviser ham indtil videre.
Gruppen vender efter besøget på Coruscant tilbage til Naboo for at genvinde magten, og allierer sig med gunganerne i slaget mod Handelsføderationen. Under slaget trænger dronningen og hendes stab ind på slottet, mens Qui-Gon og Obi-Wan slås mod Darth Sidious' lærling, Darth Maul. Maul er den første Sith-fyrste der giver sig til kende i mange tusinde år, men må lade livet, da Obi-Wan hævner Qui-Gon Jinn, der faldt i den selvsamme duel.
Qui-Gons sidste ønske var at få oplært Anakin som Jedi, og derfor godkender Jedirådet til sidst, at Anakin får Obi-Wan som mentor.

## Medvirkende
| Skuespiller                          | Rolle(r)                                                            |
| ------------------------------------ | ------------------------------------------------------------------- |
| Liam Neeson                          | Qui-Gon Jinn                                                        |
| Ewan McGregor                        | Obi-Wan Kenobi                                                      |
| Natalie Portman                      | Queen Padmé Amidala                                                 |
| Jake Lloyd                           | Anakin Skywalker                                                    |
| Ian McDiarmid                        | Senator/Supreme Chancellor Palpatine/Darth Sidious                  |
| Ahmed Best                           | Jar Jar Binks                                                       |
| Pernilla August                      | Shmi Skywalker                                                      |
| Kenny Baker                          | R2-D2                                                               |
| Ray Park Peter Serafinowicz (stemme) | Darth Maul                                                          |
| Silas Carson                         | Vicekonge Nute Gunray Ki-Adi-Mundi Lott Dod Co-pilot på Radiant VII |
| Andy Secombe                         | Watto                                                               |
| Hugh Quarshie                        | Captain Panaka                                                      |
| Anthony Daniels                      | C-3PO                                                               |
| Oliver Ford Davies                   | Sio Bibble                                                          |
| Frank Oz                             | dukkefører og stemme til Yoda                                       |
| Samuel L. Jackson                    | Mace Windu                                                          |
| Terence Stamp                        | Chancellor Finis Valorum                                            |

## Modtagelse

### Kritik
Den usynlige fjende blev modtaget med delte meninger, både af fans og pressen. Bl.a. er mange fans ualmindeligt irriterede over den klodsede Jar Jar Binks.